# Hester Veltman-Kamp
Hester Nathalie Veltman-Kamp (Capelle aan den IJssel, 13 november 1973) is een Nederlands politica. Namens de Volkspartij voor Vrijheid en Democratie (VVD) is zij sinds 6 december 2023 lid van de Tweede Kamer der Staten-Generaal. 
Eerder was zij actief in de gemeentepolitiek van Ede. Zij was daar van 2014 tot 2018 fractievoorzitter en van 2018 tot 2022 wethouder. In 2023 stond zij op plaats 16 van de VVD-kandidatenlijst voor de Tweede Kamerverkiezingen. Als Kamerlid houdt zij zich bezig met infrastructuur, openbaar vervoer, natuur en visserij.

## Opleiding
Zij heeft het gymnasium gedaan aan de Scholengemeenschap Augustinianum te Eindhoven. Veltman-Kamp studeerde politicologie aan de Radboud Universiteit en rechten (niet afgestudeerd) aan de Vrije Universiteit Amsterdam.
Bente Becker · Martin de Beer · Harry Bevers · Bart Bikkers · Martijn Buijsse · Eric van der Burg · Thom van Campen · Rosemarijn Dral · Wendy van Eijk-Nagel · Ulysse Ellian · Silvio Erkens · Peter de Groot · Jeroen Hartsuiker · Arend Kisteman · Daan de Kort · Claire Martens · Wim Meulenkamp · Ingrid Michon-Derkzen · Queeny Rajkowski · Simone Richardson · Hester Veltman-Kamp · Ruud Verkuijlen · Aukje de Vries · Dilan Yeşilgöz
- Parlement.com: vm6bhmfepeqi